# Équipe du Tchad féminine de handball
Dernière mise à jour : 18 juin 2021.
L'équipe du Tchad féminine de handball est la sélection nationale représentant le Tchad dans les compétitions internationales de handball féminin.
La seule participation du Tchad à une compétition internationale est lors de l'édition 1988 du Championnat d'Afrique des nations B au Nigeria ; les Tchadiennes terminent troisièmes et se qualifient pour le Championnat d'Afrique des nations féminin 1989 en Algérie. Placées dans le groupe B, elles déclarent forfait avant le début de la compétition.